# Quim Sànchez i Núñez
Quim Sànchez i Núñez (el Prat de Llobregat, 1963 - Barcelona, 16 de diciembre de 1985). Fue un activista catalán que se involucro en diversas causas sociales durante los años 70 y 80. Participó en organización revolucionaria y militó en el partido comunista de España (internacional) (PC).

## Biografía
Era hijo de padres extremeños emigrados en Cataluña. Vivió desde pequeño en el Prat de Llobregat, donde estudió el bachillerato. Desde la edad de los quince años estaba vinculado a organizaciones revolucionarias, fue militante del PC(I) y participó activamente en las movilizaciones que tenían por escenario las ramblas barcelonesas entre finales de la década de 1970 y principios de la década de 1980.
Los estudios de catalán en el instituto del Prat (cuando todavía no hablaba este idioma) fueran decisivos en su evolución posterior hacia el independentismo, que consideraba elemento fundamental de la lucha de clases en una nación oprimida.
En el año 1983, con motivo del centenario de la muerte de Karl Marx, participó en una marcha internacional de jóvenes marxistas que recorrió varios países europeos. Fue propulsor de la asamblea de parados del Prat, y participó en algunos de sus encierros. Trabajó algún tiempo en la librería Red, de la misma población, conocida por su aire independentista.
Fue detenido por la policía en noviembre del 1983, junto con dos personas más, mientras pegaban carteles antirepresivos de los Comités de Solidaridad con los Patriotas Catalanes (CSPC). También había participado a menudo en actividades ecologistas y antinucleares.
Durante el año 1984, realizó el programa “La Hora de la tierra" en la emisora local Radio Mediterránea. Fue, durante un tiempo, militante del Partido Socialista de Liberación Nacional (PSAN), y pertenecía, desde su fundación, al Movimiento de Defensa de la Tierra (MDT), habiendo sido el máximo impulsor de la asamblea local del Prat de Llobregat, a la cual representó durante algún tiempo en la Coordinadora de los CSPC.
Cuando lo llamaron a incorporarse a prestar el servicio militar español se declaró objetor de conciencia. A principios de 1985, se desvinculó de toda actividad pública y abandonó el Prat y el Baix Llobregat.
El día 16 de diciembre de 1985 murió debido a la explosión de un artefacto en la calle Aldana, en la zona del Paralelo de Barcelona. Terra Lliure daba a conocer su militancia en la organización armada el mismo día de su muerte. Murió la madrugada del 16 de diciembre de 1985 en la calle Aldana, en el Distrito de Pueblo Seco de Barcelona, cuando le explotó un artefacto que transportaba mientras estaba haciendo una llamada en una cabina telefónica, seguramente para preguntar sobre el funcionamiento del artefacto. La cabina desapareció a consecuencia de la fuerte explosión. Fue enterrado en el cementerio del Sur del Prat de Llobregat.